# Myskje
Myskje är en bebyggelse mellan tätorterna Mohed och Marmaverken i Söderala socken i Söderhamns kommun. Från 2015 avgränsar SCB här en småort. En del av småorten ligger i Mo socken och en större del ingick tidigare i tätorten Mohed.